# اردک سرپفی

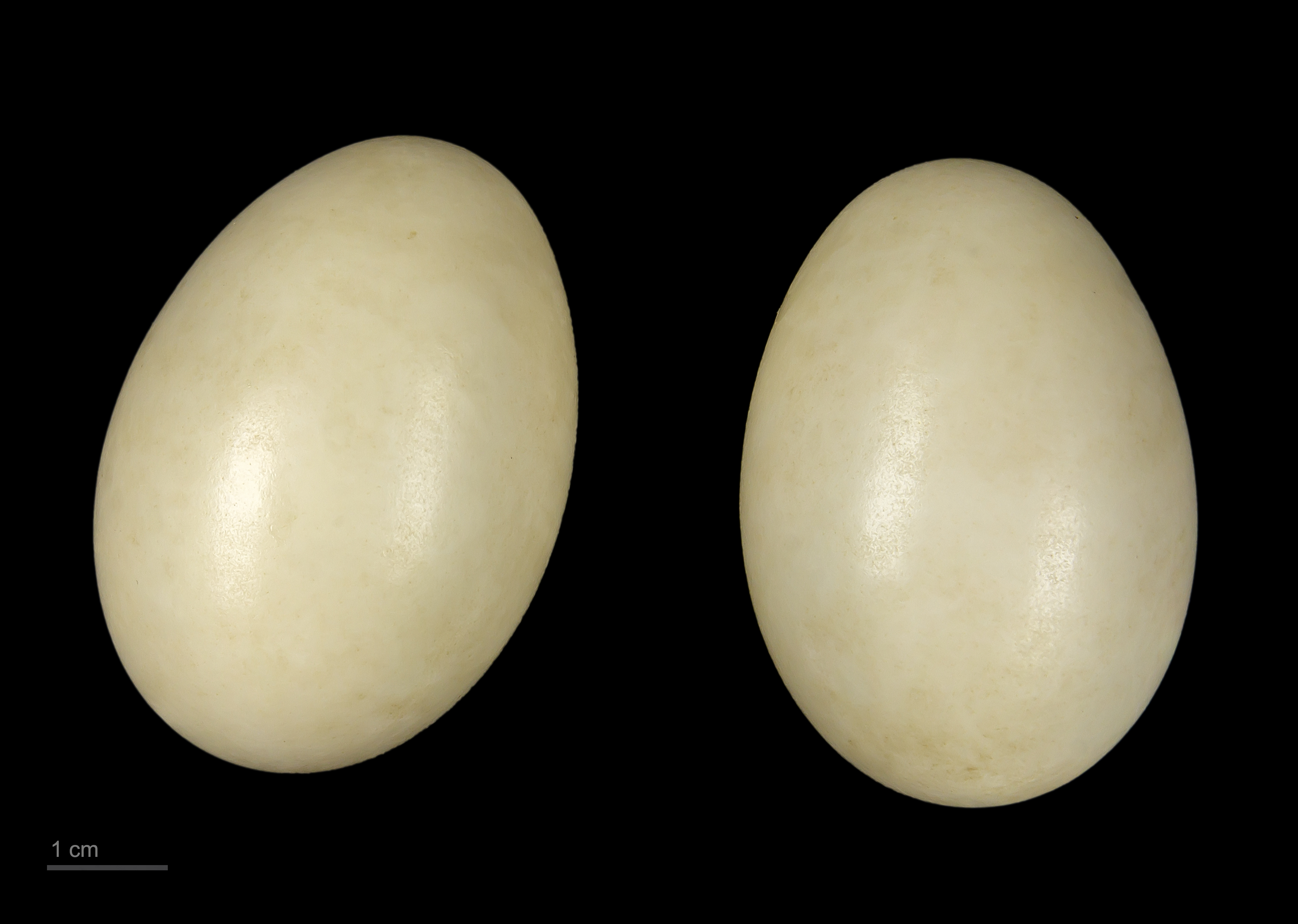
Bucephala albeola

اردک سرپفی (نام علمی: Bucephala albeola) نام یک گونه از زیرخانواده پهنه‌چینان است. این گونه اردک یک گونه از خانواده اردک‌های چشم‌طلایی می‌باشد. این گونه در سال ۱۷۵۸ میلادی کشف و توصیف علمی شد.
اندازه این پرنده ۳۲–۴۰ سانتی‌متر با وزنی حدود ۲۷۰–۵۵۰ گرم است.